# 정재경
정서영(鄭在景, 1987년 9월 19일 ~ )은 대한민국의 전 가수이자 모델이다.
176cm, 45kg 허리둘레 23.3인치이다.

## 학력
- 시지고등학교 (졸업)
- 대경대학교 모델과 (졸업)

## 경력
- 2010년 8월 ~ 2010년 10월 걸그룹 나인뮤지스 멤버

## 출연작

### 방송
- 2011년 《내가 니 앱이다 시즌 3》
- 2013년 《도전! 슈퍼모델 코리아 시즌 4》
- 2014년 《1박 2일》[3]

### 뮤직비디오
- V.O.S - 큰일이다

## 수상
- 2006년 한국모델시상식 신인모델상
- 2008년 미스코리아 경북 미스 경주